# محموله (فیلم ۱۳۶۶)
محموله فیلمی به کارگردانی سیروس الوند و نویسندگی غلامرضا موسوی محصول سال ۱۳۶۶ است.
علی دانش، باستان‌شناس وزارت فرهنگ و هنر در پی حفاری به مجموعه ای با قدمت سه هزار سال دست می‌یابد که ارزش هنگفتی را برای آن تعیین می‌کنند. دانش موضوع کشف مجموعه را به اطلاع خبرنگاران جراید می‌رساند. رؤسای وزارت خانه که درصدد تصاحب مجموعه هستند دانش را از بابت اطلاع دادن به جراید شماتت می‌کنند و برای فروش آن به چند نفر خارجی اقدام می‌کنند. از سوی دیگر تیمسار عضدی که اشیای عتیقه را در موزه شخصی اش جمع‌آوری می‌کند و دلالی به نام نصرت نیز برای به چنگ آوردن مجموعه سر و دست می‌شکنند. عضدی که از دیگران صاحب نفوذتر است، به رغم تلاش دانش مجموعه را تصاحب می‌کند. نصرت با حیله مجموعه را می‌رباید تا در معامله ای از نو به دست تیمسار عضدی برساند. تیمسار با نصرت وارد معامله می‌شود، اما نصرت قبل از حضور در وعده گاه محل مجموعه را به مادرش اطلاع می‌دهد تا در صورت خطر آن‌ها را در اختیار علی دانش قرار دهد. اشیای کشف شده به دست دانش می‌افتد و او آن‌ها را در زیر خاک مدفون می‌کند تا از دست عضدی و دلال‌ها در امان بماند. عضدی که همچنان خواهان دست یابی به مجموعه است دانش را از پا درمی‌آورد و خود به دست نصرت کشته می‌شود.

## بازیگران
- جهانگیر الماسی
- منصور مجلسی
- حبیب اسماعیلی
- حمید طاعتی
- فاطمه معتمدآریا
- فهیمه راستکار
- آنیک شفرازیان
- عنایت‌الله بخشی
- جمشید لایق
- مظفر سلطانی
- فرخ نعمتی
- حسین محب‌اهری
- غلامرضا طباطبایی
- بهروز رضوی
- اکبر فرجی
- منوچهر افسری
- فرهاد خانمحمدی
- هوشنگ دیبائیان
- فریدون ابوضیاء
- آرام آهنگر
- مراد امین سلماسی
- کامران بازرگان
- هژیر آزاد
- احمد توکلی
- مختار سائقی
- اسماعیل گرامی
- احمد مسعودی‌راد
- عباس امیرحسینی
- بزرگ آل‌هاشمی
- فرخ عظیم‌زاده
- حسین خنجری
- روزبه رضوی‌نیا
- کیانوش گرامی